# Belogradčik
Belogradčik (in bulgaro Белоградчик?) è un comune bulgaro situato nella regione di Vidin di 8395 abitanti (dati 2009). La sede comunale è nella località omonima.

## Località
Il comune è formato dall'insieme delle seguenti località:
- Belogradčik (sede comunale)
- Borovica
- Čiflik
- Dăbravka
- Granitovo
- Graničak
- Kračimir
- Ošane
- Praužda
- Prolaznica
- Rabiša
- Rajanovci
- Salaš
- Slivovnik
- Stakevci
- Struindol
- Veštica
- Vărba